# 제275보병사단
제275보병사단(독일어: 275. Infanterie-Division)은 제2차 세계 대전 중에 활약한 독일군의 보병사단이었다. 전쟁 후반기에 제275국민척탄병사단으로 개칭 및 개편되었다.

## 부대 역사
제275보병사단은 제223보병사단의 잔존 병력을 바탕으로 1943년 프랑스에서 창설되었다. 초대 사단장인 한스 슈미트 중장이 1943년 11월 10일에 취임하여 1944년 11월 22일 해산될 때까지 맡았다.
노르망디 상륙작전 초기, 2개 보병대대와 수색대대, 1개 포병대대, 1개 공병중대가 노르망디로 급파되었고, 나머지 사단 병력은 7월 중순에 후속 배치되었다.
팔레즈 포위전에서 심각한 손실을 입은 제275보병사단은 부대 정비 및 병력 보충을 위해 아헨으로 이동했다. 이곳에서 공군 소속 제7경비대대 및 제20경비대대를 보충받았다. 이후 사단은 휘르트겐 숲으로 이동하여 막대한 피해를 입으며 미군과 격전을 치렀고(휘르트겐 숲의 전투), 전투 결과 결국 사단이 해체되었다. 잔여 인원은 제344보병사단 재창설에 합류했다. 다른 사단의 잔여 인원으로 창설되었다가 극심한 손실을 겪은 후 남은 인원으로 또 다른 사단을 창설한 것이다.
제275보병사단은 1945년 1월에 플렌스버그 근처에서 재창설되었으며, 곧 동부 전선으로 보내져 할베 포위망에서 1945년 전멸했다.

## 부대 편제
1944년 중순 부대 편제는 다음과 같다.
- 사단본부
- 제983척탄병연대
- 제984척탄병연대
- 제985척탄병연대
- 제275포병연대
- 제275수색대대
- 제275대전차대대
- 제275공병대대
- 제275통신대대
- 제275야전보충대대
- 제275보급대

## 같이 보기
- 제275국민척탄병사단
- 사단 (군사)
- 동부 전선 (제2차대전)
- 제2차 세계 대전 중 독일군 사단 목록
- 군사 조직
- 독일 육군 (제2차대전)
- 독일 연방방위군 육군 (현재)